# البيئة والصحة والسلامة (EHS)

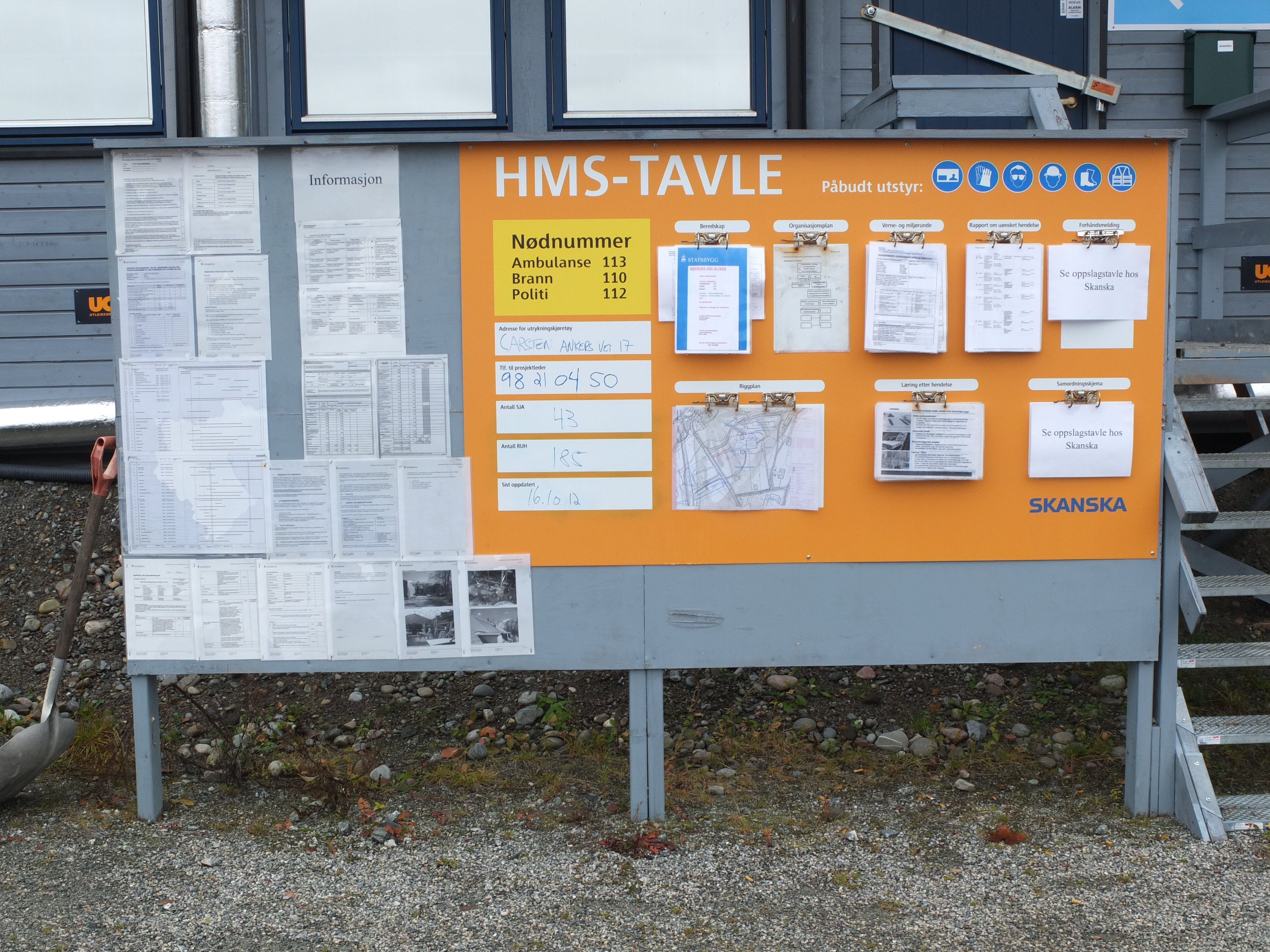

البيئة والصحة والسلامة (EHS) هو المجال والتخصص الذي يدرس وينفذ الجوانب العملية لحماية البيئة والسلامة في العمل. بعبارات بسيطة هو ما يجب على المنظمات القيام به للتأكد من أن أنشطتها لا تسبب ضررا لأحد.
المتطلبات التنظيمية تلعب دورا هاما في مجال البيئة والصحة والسلامة (EHS) ويجب على المدراء في هذا المجال تحديد وفهم ذات الصلة بنظام اللوائح، والآثار التي يجب أن ترسل إلى الإدارة التنفيذية حتى تتمكن الشركة من تنفيذ تدابير مناسبة. منظمات مقرها في الولايات المتحدة تخضع لأنظمة الصحة والسلامة المعمول بها في قانون اللوائح الفيدرالية، خاصة CFR 29 و 40 و 49. إدارة البيئة والصحة والسلامة لا تقتصر على الامتثال القانوني، ينبغي على الشركات أن تحرص على القيام بأكثر مما هو مطلوب بموجب القانون، إذا كان ذلك مناسبا.
من وجهة نظر الصحة والسلامة ، فإنه يتم صنع جهود منظمة وإجراءات لتحديد المخاطر في مكان العمل والحد من الحوادث والتعرض للأوضاع والمواد الضارة. كما يشمل تدريب الموظفين على الوقاية من الحوادث، والاستجابة للحوادث، والاستعداد للطوارئ، واستخدام الملابس والمعدات الواقية.
من وجهة نظر بيئية ، فإنه يتم وضع نهج منتظم للامتثال للوائح البيئية، مثل إدارة النفايات أو الانبعاثات الجوية على طول الطريق إلى مساعدة الموقع في الحد من انبعاثات الكربون للشركة.
تتضمن برامج الصحة والسلامة والبيئة الناجحة أيضًا حسابات لتصحيح بيئة العمل وجودة الهواء والجوانب الأخرى للسلامة في مكان العمل والتي قد تؤثر على صحة ورفاهية الموظفين والمجتمع ككل.
هناك عدد من المختصرات الخاصة بـ ( HSE ) التي من الممكن قد تستبعد البيئة أو تشمل الأمن والجودة.
| الإختصار                   | الاسم                                 | المجموعة                              |
| -------------------------- | ------------------------------------- | ------------------------------------- |
| الصحة والسلامة المهنية OHS | الصحة والسلامة المهنية                | الصحة والسلامة المهنية                |
| WHS                        | صحة، عمل، سلامة                       | الصحة والسلامة في العمل               |
| HSE                        | الصحة والسلامة والبيئة                | الصحة والسلامة والبيئة                |
| EHS / EH & S               | البيئة، الصحة والأمان                 | الصحة والسلامة والبيئة                |
| SHE                        | السلامة والصحة والبيئة                | الصحة والسلامة والبيئة                |
| QHSE                       | الجودة والصحة والسلامة والبيئة        | الجودة والصحة والسلامة والبيئة        |
| HSEQ                       | الصحة والسلامة والبيئة والجودة        | الجودة والصحة والسلامة والبيئة        |
| HSSE                       | الصحة والسلامة والأمن والبيئة         | الصحة والسلامة والأمن والبيئة         |
| QHSSE                      | الجودة والصحة والسلامة والأمن والبيئة | الجودة والصحة والسلامة والأمن والبيئة |
| HSSEQ                      | الصحة والسلامة والأمن والبيئة والجودة | الجودة والصحة والسلامة والأمن والبيئة |

## الهيئات التنظيمية

### الولايات المتحدة الأمريكية
- الفيدرالية / الدولية 
  - إدارة السلامة والصحة المهنية (OSHA)
  - وكالة حماية البيئة (EPA)
  - لجنة تنظيم الطاقة النووية (NRC)
  - إدارة السلامة والتعدين (MSHA) ، إلخ.
  - الاتحاد الأوروبي (معايير الاتحاد الأوروبي) - قانون الصحة والسلامة في العمل
- حالة 
  - مجلس السلامة والصحة في ولاية كارولينا الشمالية، ولجنة ماساتشوستس التنظيمية النووية، إلخ.
- محلي 
  - دوائر مكافحة الحرائق البلدية (تفتيشات الكود البناء)
  - وكالة الإدارة البيئية (EMA)

## الفئات العامة
تغطي المبادئ التوجيهية الخاصة بالبيئة والصحة والسلامة الفئات الخاصة بكل صناعة مثل تلك التي تنتمي إلى معظم قطاعات الصناعة. أمثلة على الفئات العامة والفئات الفرعية هي: 
| 1. بيئي                   | |
|                           | 1.1 انبعاثات الهواء وجودة الهواء المحيط 1.2 الحفاظ على الطاقة 1.3 مياه الصرف الصحي ونوعية المياه المحيطة 1.4 الحفاظ على المياه 1.5 إدارة المواد الخطرة 1.6 إدارة النفايات 1.7 الضوضاء 1.8 الأرض الملوثة           |
| 2. الصحة والسلامة المهنية | |
|                           | 2.1 تصميم وتشغيل المرافق العامة 2.2 التواصل والتدريب 2.3 المخاطر المادية 2.4 المخاطر الكيميائية 2.5 المخاطر البيولوجية 2.6 المخاطرالإشعاعية 2.7 معدات الوقاية الشخصية (PPE) 2.8 بيئات المخاطر الخاصة 2.9 المراقبة |
| 3. صحة المجتمع وسلامته    | |
|                           | 3.1 جودة المياه وتوافرها 3.2 السلامة الهيكلية للبنية التحتية للمشروع 3.3 السلامة من الحرائق (L & FS) 3.4 السلامة المرورية 3.5 نقل المواد الخطرة 3.6 الوقاية من الأمراض 3.7 التأهب للطوارئ والاستجابة لها          |
| 4. البناء وإيقاف التشغيل  | |
|                           | 4.1 البيئة 4.2 الصحة والسلامة المهنية 4.3 صحة المجتمع وسلامته |

## التاريخ
قدمت الصناعة الكيميائية أول نهج رسمي لإدارة البيئة والصحة والسلامة في عام 1985 كرد فعل للعديد من الحوادث الكارثية (مثل كارثة سيفيزو في يوليو 1976 وكارثة بوبال في ديسمبر 1984). هذه المبادرة التطوعية في جميع أنحاء العالم، والتي يطلق عليها «الرعاية المسؤولة» ، والتي أطلقها اتحاد صناعة الكيمياء في كندا (الرابطة الكندية لمنتجي الكيماويات CCPA) ، تعمل في حوالي 50 دولة، مع التنسيق المركزي الذي يقدمه المجلس الدولي للجمعيات الكيميائية (ICCA) ). وهو يشتمل على ثمانية ميزات أساسية تضمن سلامة المنتج والسلامة والصحة المهنية وحماية البيئة، ولكنها تحاول أيضًا أن تظهر من خلال حملات بناء الصور التي تعمل الصناعة الكيميائية بطريقة مسؤولة. كونها مبادرة من ICCA ، فإنه يقتصر على الصناعة الكيميائية.
منذ التسعينات، ظهرت مناهج عامة لإدارة البيئة والصحة والسلامة يمكن أن تناسب أي نوع من التنظيم في المعايير الدولية مثل:
- خطة الإدارة البيئية ومراجعة الحسابات (EMAS) ، التي وضعتها المفوضية الأوروبية في عام 1993
- ISO 14001 للإدارة البيئية في عام 1996
- ISO 45001 لإدارة الصحة والسلامة المهنية في عام 2018 ، تسبقها OHSAS 18001 1999

في عام 1998 ، وضعت مؤسسة التمويل الدولية مبادئ توجيهية خاصة بالبيئة والصحة والسلامة.

## مثال
قد تركز أنشطة مجموعة العمل المعنية بالصحة والسلامة والبيئة (HSE) على:
- تبادل المعرفة المتعلقة بالصحة والسلامة والجوانب البيئية.
- الترويج لممارسات العمل الجيدة، مثل جمع مواد ما بعد الاستخدام لإعادة التدوير

## المنشورات
- إدارة السلامة والصحة المهنية (الولايات المتحدة) [5]
- الجمعية الأمريكية لمهندسي السلامة
- المركز الكندي للصحة والسلامة المهنية (CCOHS) [6]
- صباح اليوم [7]
- مجلة سلامة + الصحة - المجلس الوطني للسلامة [8]
- القائد البيئي [9]
- EU-OSHA [10]
- ISHN [11]
- NIOSH [12]
- OH & S [13]

## روابط خارجية
- NAEM ، الرابطة الأولى لإدارة البيئة والصحة والسلامة: ما هي البيئة والصحة والسلامة؟
- المؤسسة المالية الدولية: إرشادات مجموعة البنك الدولي المعنية بالبيئة والصحة والسلامة
- الشبكة الدولية للإدارة البيئية